# دهستان دستوران
دستوران، دهستانی از توابع بخش مرکزی شهرستان جغتای استان خراسان رضوی ایران است.
مرکز این دهستان روستای دستوران می باشد.

## جمعیت
بر اساس سرشماری سال ۱۳۸۵ جمعیت این دهستان (۱٬۴۳۰خانوار) برابر با ۵٬۴۷۳نفر
بوده است.